# Dendrobium aduncum
Dendrobium aduncum es una especie de orquídea originaria de Asia.

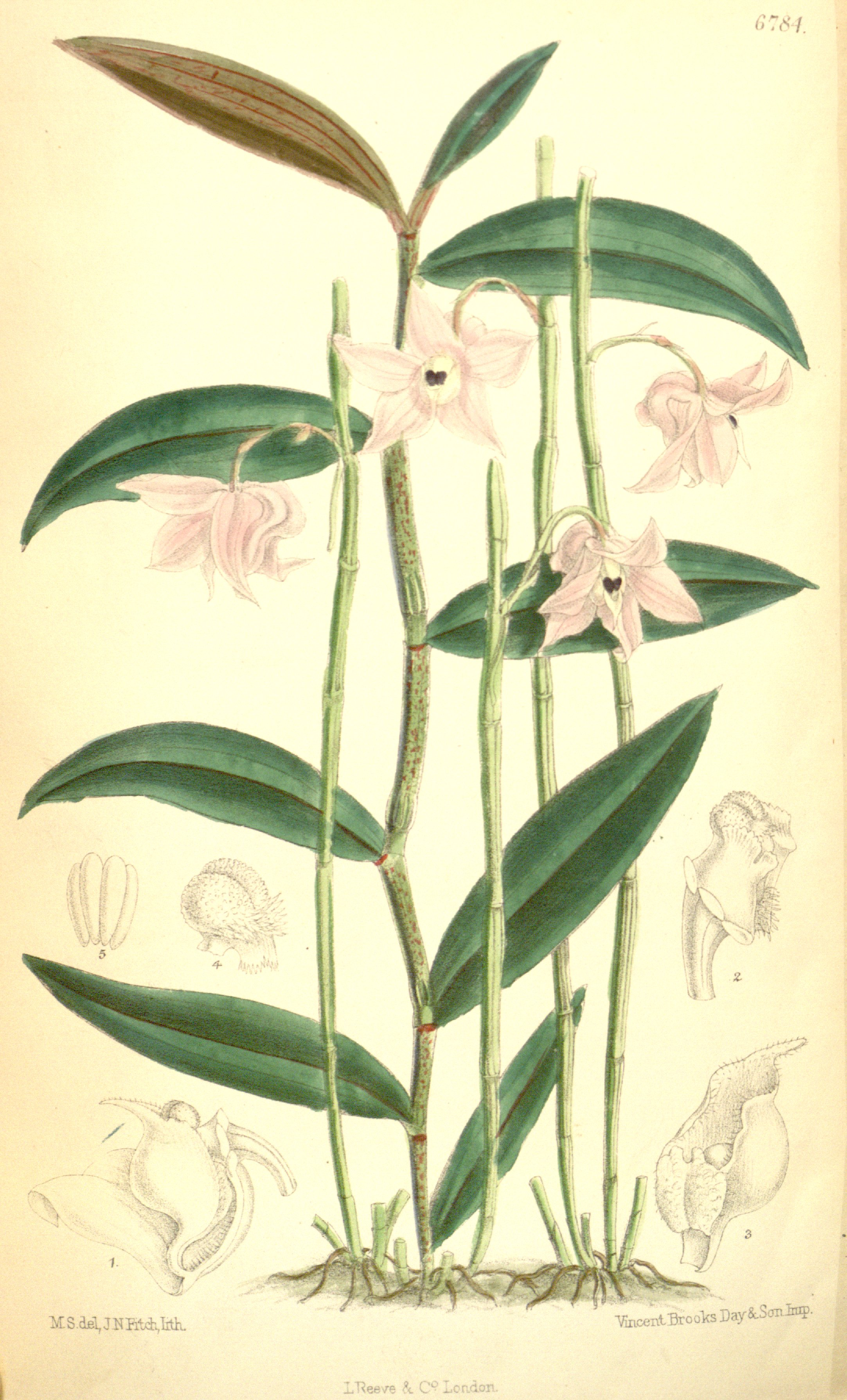
Ilustración

## Descripción
Es una orquídea de tamaño mediano, que prefiere un clima caliente. Con hábitos epífitas con tallos péndulos, cilíndricos, envueltos por vainas y que llevan de 4 a 6 hojas, linear-lanceoladas, acuminadas. Florece en una inflorescencia axilar, de 7 cm de largo, en zigzag, racemosa procedentes de los nodos sin hojas en el ápice de uno de los tallos más viejos sin hojas. La floración se produce desde la primavera hasta el otoño con 2 a 5 flores fragantes de larga duración. Esta especie está mejor colgada para dar cabida a su crecimiento y hábito de floración y necesitan bastante humedad y agua con sólo un breve descanso de 3 a 4 semanas y fertilizantes en el invierno.

## Distribución y hábitat
Se encuentra en Assam, India, el Himalaya oriental, Bután, Sikkim, Birmania, Tailandia, Laos, Cantón, Guangxi, Hainan, Hunan y Yunnan de China, Hong Kong y Vietnam en los bosques tropicales de hoja perenne y de hoja ancha, bosques de tierras bajas y bosques montanos primarios cerca de los ríos en elevaciones de 300 a 1300 metros. 

## Taxonomía
Dendrobium aduncum fue descrita por John Lindley y publicado en Edwards's Botanical Register 28(Misc.): 58, no. 62. 1842.
Etimología
Dendrobium: nombre genérico que procede de la palabra griega (δένδρον) dendron = "tronco, árbol" y (βιος) Bios = "vida", en resumen significa "viven sobre los troncos de los árboles" (por su naturaleza epifita).
aduncum: epíteto latino que significa "doblado, curvado".
Sinonimia
- Callista adunca (Lindl.) Kuntze (1891)
- Dendrobium faulhaberianum Schltr. (1911)
- Dendrobium oxyanthum Gagnep. (1930)
- Dendrobium aduncum var. faulhaberianum (Schltr.) Tang & F.T.Wang (1951)[3][4]